# Canción mixteca
La  Canción mixteca , est une chanson populaire au Mexique, qui a été créée par José López Alavez (es), le 15 avril 1915 à Querétaro, sur une mélodie qu'il avait composée quelques années plus tôt, lorsqu'il était engagé dans l'une des musiques militaires des troupes de Pancho Villa. Son auteur la présente, en 1918, au premier concours national de la chanson Mexicaine (Concurso Nacional de la Música Mexicana) que le journal El Imparcial vient de créer.

## Reconnaissances publiques
Le 25 avril 1998, le conseil municipal de Huajuapan a promus la Canción mixteca, hymne municipal, et cette décision est devenu officielle lors de sa publication dans le journal officiel de l'état Oaxaca, le 6 juin 1998.

## Sources
- (es) Sonia Iglesias y Cabrera, « Historia de dos canciones: “Canción Mixteca” y “La Pajarera” » [html], komoni.mx, 29 mai 2016.
- (es) Gabriel Pareyón, Diccionario Enciclopédico de Música en México, t. 1, Guadalajara, Universidad Panamericana, 2007, 560 p. (ISBN 968-5557-79-9).
- (es) Denise Luengas, « Canción Mixteca a cien años » [html], Sistema Radiofónico Informativo, Huajapan, XEOU Radio, 17 juillet 2015.